# Палеогеохімія
Палеогеохімія (рос. палеогеохимия, англ. paleogeochemistry, нім. Paläogeochemie f) – розділ геохімії, що вивчає хімічний склад Землі, процеси та закони поширення хімічних елементів у Землі в минулі геологічні епохи.